# Palácio dos Marqueses de Angeja (Vila Verde dos Francos)
O Palácio dos Marqueses de Angeja de que restam ruínas situava-se na Freguesia portuguesa de Vila Verde dos Francos, no Município de Alenquer, mais precisamente na Rua Principal à entrada da povoação para quem vem de Alenquer.
Foi mandado edificar em meados do século XV por D. Gonçalo de Albuquerque, pai de D. Afonso de Albuquerque, vice-rei da Índia. Foi residência dos Senhores e Condes de Vila Verde dos Francos e Marqueses de Angeja.
À época de prosperidade e de acordo com a descrição dada pelo Prior João da Silva, nas Memórias Paroquiais: “... com muita grandeza e autoridade, com sua cerca, noras, alegretes e água, todo o ano em grande abundância, muitas árvores: laranjeiras, pereiras, macieiras, ginjeiras e figueiras, mata com árvores silvestres, com um pombal de pombos bravos”.
Encontra-se actualmente em avançado estado de degradação, apresentando algumas fachadas arruinadas, muralhas e um pombal. Na década de 1980 ainda apresentava a fachada principal quase completa. Lamentavelmente esta foi obliterada quase na sua totalidade por essa altura com a intenção de aí se instalar um posto abastecedor de combustível. Valeu a intervenção de Maria Alice Rosa Gomes - mãe da deputada europeia Ana Gomes - que a tempo impediu a total destruição deste património histórico não só da povoação de Vila Verde dos Francos como também de Portugal. Ainda se conserva a janela que, segundo a lenda, Luís Vaz de Camões se enamorou de Natércia (ou Catarina de Ataíde).
Junto do Palácio encontra-se uma interessante fonte gótica com o seu característico arco ogival.